# Cornulețe
Cornulețele sunt produse de patiserie românească și moldovenească aromatizate cu esență de vanilie sau rom, precum și coajă de lămâie și umplute cu rahat, gem, ciocolată, zahăr cu scorțișoară, nuci sau stafide, având forma unei semilune. Sunt consumate în mod tradițional în timpul sărbătorilor românești, în special în perioada Crăciunului sau la alte ocazii speciale.